# Shayda
Shayda es una película dramática australiana de 2023 escrita, dirigida y coproducida por Noora Niasari, basada en su propia experiencia. La película está protagonizada por Zar Amir Ebrahimi, Osamah Sami, Mojean Aria, Jillian Nguyen, Rina Mousavi, Selina Zahednia y Leah Purcell. 
Tuvo su estreno mundial en el Festival de Cine de Sundance de 2023, donde ganó el premio del público en la competencia World Cinema Dramatic.
Fue seleccionada como la candidata australiana a la mejor película internacional en los Premios Óscar 2024.

## Argumento
Shayda (Zar Amir-Ebrahimi), es una mujer iraní que vive Australia en un centro de acogida para mujeres maltratadas con su hija de seis años, Mona (Selina Zahednia) durante las dos semanas del Año Nuevo iraní (Nowrooz), que se celebra como un momento de renovación y renacimiento. Mientras intenta aparentar una cierta normalidad para su hija, se enfrenta a un divorcio y al régimen de visitas de su exmarido para ver a Mona. Recibirá el apoyo de la sólida comunidad de las mujeres del refugio. Las dificultades no merman las ganas de iniciar una nueva vida.

## Reparto
- Zar Amir Ebrahimi como Shayda
- Osamah Sami como Hossein
- Leah Purcell como Joyce
- Mojean Aria como Farhad
- Jillian Nguyen como Vi
- Selina Zahednia como Mona
- Rina Mousavi como Elly
- Eva Morey como Lara
- Lucinda Armstrong Hall como Renee
- Bev Killick como Cathy
- Jerome Meyer como Pierre

## Producción
Shayda está producida por Vincent Sheehan  a través de su  empresa de producción Origma 45. Cate Blanchett, Andrew Upton y Coco Francini en Dirty Films son productores ejecutivos. Shayda recibió una importante inversión de producción de Screen Australia en asociación con The 51 Fund y financiada con el apoyo de VicScreen y el MIFF Premiere Fund.

## Recepción

### Respuesta de la crítica
En el sitio web de agregador de reseñas Rotten Tomatoes, la película tiene un índice de aprobación del 100% con una calificación promedio de 7,6/10 basado en 22 críticas.

## Premios y reconocimientos
- 2023 Festival de Cine de Sundance premio del público en la competencia World Cinema Dramatic
- Candidata australiana a la mejor película internacional en los Premios Óscar 2024